# Ingo von Bredow
Ingo von Bredow, né le 12 décembre 1939 à Schleswig et mort le 4 novembre 2015 à Hambourg, est un skipper allemand. 

## Carrière
Il est médaillé olympique de voile en classe Flying Dutchman aux Jeux olympiques d'été de 1960 de Rome avec Rolf Mulka (le duo termine sixième aux Jeux olympiques d'été de 1956).